# Epigoni
O epigonech v kultuře pojednává článek Epigon.
Epigoni (řecky Ἐπίγονοι, latinsky Epigoni) jsou v řecké mytologii potomci vojevůdců z války Sedm proti Thébám.
První krutá válka proti opevněným Thébám nebyla dlouhá a útočící armádě přinesla zkázu. Všichni vojevůdci padli s výjimkou argejského krále Adrásta. Město se ubránilo.
Jejich synové přísahali, že smrt svých otců pomstí. A stalo se tak po deseti letech, kdy jejich vojsko zaútočilo na Théby, aby znovu vyrazili proti dosud nepokořeným Thébám.
Vůdců první války bylo sedm, Epigonů se uvádí devět:
- Aigialeus - syn Adrástův
- Alkmaión a Amfilochos - synové Amfiaráovi
- Diomédés - syn Týdeův
- Euryalos - syn Mékistův (byl Adrástův bratr, ale nebyl vždy uváděn jako jeden ze Sedmi)
- Promachos - syn Parthenopaiův
- Sthenelos - syn Kapaneův
- Thersandros - syn Polyneikův
- Polydóros - syn Hippomedontův

Vojska vytáhla do boje za příznivých znamení bohů. Vojevůdci se také ptali věštců a z Delf se dozvěděli, že tažení bude vítězné, bude-li mu velet Amfiáráův syn Alkmaión. Ten se dlouho přel se svým bratrem Amfilochem, zda jít do války, či ne a tak se stalo, že nechali rozhodnutí na své matce Erifýlé. A tady se opakovala historie: Thersandros - stejně jako před lety jeho otec Polyneikés - podplatil královnu kouzelným pláštěm od pramáti rodu Harmonie. Erifýlé dar bez ostychu převzala a poslala své syny do války.
Boj začal pod hradbami Théb a tam zahynul jako první a jediný z dobyvatelů - Aigialeus, syn Adrástův. Thébané si vyslechli věštbu svého rodáka Teiresia, který pravil: vaše město bude vypleněno; hradby budou pevné jen do té doby, dokud bude žít i jenom jediný z původních dobyvatelů, tedy Adrástos; a Adrástos zemře žalem, až se dozví o smrti svého jediného syna. Proto Teiresiás radí thébským, aby opustili své město a uprchli. A on, věštec, má psáno, že zemře v okamžiku, kdy Théby padnou do rukou argejských.
Thébané poslechli a za tmy opustili Théby se svými rodinami a nejnutnějším majetkem. Putovali dlouho a daleko a tam založili město Hestia. Teiresias se za svítání vydal k pramenu a napil se. To byl jeho poslední okamžik života.
Argejci vstoupili do prázdného města, vydrancovali je a srovnali se zemí. Obětovali bohům a prý pomohli k vládě Thersandrovi, protože vládnoucí král Láodamás padl ve válce. Tak se Thersandros stal posledním thébským králem, který je známý z mýtů.
Thersandros spustil okolnosti, které vedly k naplnění osudu hamižné Erifýlé: chlubil se, že má hlavní zásluhu na vítězství ve válce, protože ji stejně jako kdysi jeho otec uplatil vzácnými dary a ona poslala svého manžela do první války Sedmi proti Thébám a své syny do druhé války Epigonů. To uslyšel Alkmaión, nechal si potvrdit věštírnou, že Erifýlé je vinna a matku zabil. O to ho ostatně prosil už jeho otec Amfiaráos při odchodu do první války. Umírající Erifýlé oba své syny proklela. Alkmaióna od té chvíle pronásledovaly Erínye a dohnaly ho až k šílenství.